# 西宮貯金銀行
株式会社西宮貯金銀行（にしのみやちょきんぎんこう）は、かつて兵庫県武庫郡西宮町（現西宮市）に存在した銀行。後身の武庫銀行についても述べる。

## 概要
1896年（明治29年）、設立。本店は西宮浜久保町。郡内本庄村の内青木、精道村の内芦屋に支店を有した。資本金は3万円。
1921年（大正10年）10月7日、「武庫銀行」に改称。資本金は50万円。芦屋支店、本庄支店などがあった。1932年（昭和7年）9月1日、西宮銀行（1891年創立、1936年に神戸銀行新設合併に参加）に合併された。

## 役員

### 西宮貯金銀行の役員

#### 『日本全国諸会社役員録 明治31年』
- 頭取・紅野平左衛門[4]
- 取締役・千足甚左衛門、森本甚兵衛、勝部重左衛門[4]
- 監査役・大村太右衛門、初代八馬兼介、鷲尾伴五郎[4]

#### 『日本全国諸会社役員録 明治35年』
- 頭取・初代八馬兼介[2]
- 取締役・勝部重左衛門、木谷市右衛門[2]
- 監査役・深山玄碩、大村太右衛門[2]

#### 『西宮現勢史』
- 頭取兼取締・初代八馬兼介[3]
- 取締役・木谷市右衛門[3]、八馬永蔵[3]（初代八馬兼介の養子）[8]
- 監査役・深山玄碩[3]

### 武庫銀行の役員

#### 『日本全国諸会社役員録 第30回』
- 頭取・三代八馬兼介[6]（八馬永蔵の長男）[9]
- 取締役・木谷市右衛門、深山巌[6]
- 監査役・藤井卯三郎、福田彦二郎[6]

#### 『日本全国諸会社役員録 第38回』
- 頭取・三代八馬兼介[7]
- 取締役・木谷市右衛門、福田彦三郎、深山巌、上杉利右衛門[7]
- 監査役・藤井卯三郎、紅野善三郎[7]